# Melanacrosathe burmensis
Melanacrosathe burmensis är en tvåvingeart som beskrevs av Lyneborg 1999. Melanacrosathe burmensis ingår i släktet Melanacrosathe och familjen stilettflugor.
Artens utbredningsområde är Myanmar. Inga underarter finns listade i Catalogue of Life.